# تحطم الطائرة العسكرية في ييسك 2022
تحطَّمت في مساء السابع عشر من تشرين الأول/أكتوبر 2022 طائرة عسكرية من طراز سوخوي سو-34 في مبنى سكني في مدينة ييسك، كراسنودار كراي، روسيا. شُوهدت لحظاتٌ بعد الاصطدام كرة نارية كبيرة مشتعلة، وقد تسبَّبَ هذا الاصطدام في اندلاعِ حريقٍ في المبنى المكون من 9 طوابق.

## الاصطدام والانفجار
أفادت وزارة الدفاع الروسية أن المقاتلة القاذفة سوخوي سو-34 تحطَّمت أثناء تحليقها لأداء رحلة تدريبية فيما حاول الطيارون مغادرتها خلالَ التحطّم. أفادت وزارة الدفاع أنّ سبب التحطم هو اشتعال أحد المحركات أثناء الإقلاع، كما أكّدت الوزارة أنّ النيران اشتعلت في الوقود في موقعِ التحطم.
تلقَّت وزارة الطوارئ الروسيّة معلوماتٍ حول تحطم طائرة السوخوي سو-34 في مبنى سكني متعدّد الطوابق في الساعة 18:25 (بالتوقيت المحلّي)، وتمّ التأكّد من أن الحادث قد وقعَ في شارع كراسنايا في مدينة ييسك.

## الحريق
قال حاكم كراسنودار كراي، بنجامين كوندراتييف إن الحريق قد ألحقَ أضرارًا بما لا يقلُّ عن 17 شقة في مبنى سكني، بينما قالت خدمة الإرسال في المدينة إنّ الحريق ألحق أضرارًا بما لا يقلُّ عن 45 شقة بدرجات متفاوتة ومختلفة. بحسبِ نفس الخدمة فقد اجتاحَ الحريق أحد مداخل الشقة السكنيّة بالكامل، كما حدثَ انهيارٌ للأدوار من الطابق التاسع إلى الطابق الخامس. أفادت وزارة الطوارئ الإقليمية أنّ النيران اشتعلت في الشقق من الطابق الأول إلى الطابق الخامس عقبَ الاصطدام. جرت السيطرة على الحريق بالكامل في حوالي الساعة 20:40 بالتوقيت المحلي، كما أُخمدت النيران التي كانت مشتعلة في بقايا الطائرة.

## الضحايا
لم ترد في الساعات الأولى بياناتٌ دقيقةٌ عن الضحايا، إذ لم تتمكّن الخدمات التنفيذية بالمدينة من إجراء بحثٍ كاملٍ في المبنى المحترِق وذلك بسبب الحريق القويّ وخطر الانفجارات المستمرّ. تسبَّب الاصطدام بحسبِ عددٍ من المصادر الصحفيّة في مقتلِ ما لا يقلُّ عن 4 أشخاص وجُرح 25 آخرين.

## التحقيق
نشرت لجنة رسميّة تابعة للجنة التحقيق الفيدراليّة الروسية على حسابها الرسمي في موقع تيليجرام أنه تمّ فتح تحقيق جنائي بشأن حقيقة تحطّم طائرة السوخوي-34 في ييسك، ولفتت اللجنة إلى أنه تم إرسال خبراء إجرام بالمكتب المركزي للدائرة إلى مكان الحادث، ويجري تحديد ملابساته وأسبابه.